# Gétye
Gétye là một thị trấn thuộc hạt Zala, Hungary. Thị trấn này có diện tích 6,66 km², dân số năm 2010 là 122 người, mật độ 18 người/km².